# Vladimír Binar
Vladimír Binar (Velké Meziříčí, 6 de outubro de 1941 - Praga, 13 de janeiro de 2016) foi um poeta, novelista e tradutor checo.

## Vida
Estudou na Universidade Carolina, e estudou filosofia checa, e durante vários anos lecionou na Faculdade de Artes. Nos anos 70 e 80. ele não foi autorizado a exercer a sua profissão ou publicar, ele viveu por um longo tempo, portanto, em particular como um tradutor freelance. Ele trabalhou brevemente como um editor de publicação. Após as mudanças políticas de 1989, ele retornou para a Faculdade de Letras. Estadias utilizadas na Polinésia Francesa influenciou sua obra literária que um livro publicado depois de 2000. Em 2012, ele ganhou dois prêmios literários: Livro Checo e Prêmio Jaroslav Seifert. Ele também se destacou como editor dos autores da literatura espiritual moderno.
Viveu em Praga com sua esposa Miroslava Binarová (nee Klima, originalmente de Taiti).